# جودو در بازی‌های آسیایی ۲۰۱۸
جودو یکی از ورزش‌های بازی‌های آسیایی ۲۰۱۸ است که از ۲۹ اوت تا ۱ سپتامبر ۲۰۱۸ برگزار شده‌است.
این مسابقات در سه بخش مردان و زنان و مختلط در جاکارتا کنوانسیون سنتر، جاکارتا، اندونزی انجام شده‌است.

## کشورهای شرکت کننده
- افغانستان (۴)
- کامبوج (۲)
- چین (۱۴)
- چین تایپه (۱۲)
- هنگ کنگ (۵)
- اندونزی (۱۴)
- هند (۶)
- ایران (۶)
- عراق (۳)
- ژاپن (۱۴)
- اردن (۱)
- قزاقستان (۱۴)
- قرقیزستان (۸)
- لائوس (۵)
- لبنان (۴)
- ماکائو (۴)
- مالزی (۱)
- مغولستان (۱۳)
- نپال (۸)
- کره شمالی (۸)
- پاکستان (۲)
- فلسطین (۱)
- فیلیپین (۵)
- قطر (۲)
- عربستان سعودی (۱)
- کره جنوبی (۱۴)
- سری‌لانکا (۲)
- سوریه (۱)
- تاجیکستان (۸)
- تایلند (۱۰)
- ترکمنستان (۴)
- امارات متحده عربی (۳)
- ازبکستان (۱۳)
- ویتنام (۷)
- یمن (۴)

## خلاصه مدال‌ها

### جدول مدال‌ها
| رتبه  | کشور              | طلا | نقره | برنز | مجموع |
| ۱     | ژاپن              | ۹   | ۳    | ۱    | ۱۳    |
| ۲     | کره جنوبی         | ۴   | ۶    | ۳    | ۱۳    |
| ۳     | ازبکستان          | ۱   | ۰    | ۳    | ۴     |
| ۴     | قزاقستان          | ۱   | ۱    | ۲    | ۴     |
| ۵     | مغولستان          | ۰   | ۲    | ۵    | ۷     |
| ۶     | ایران             | ۰   | ۱    | ۱    | ۲     |
| ۶     | کره شمالی         | ۰   | ۱    | ۱    | ۲     |
| ۸     | فیلیپین           | ۰   | ۱    | ۰    | ۱     |
| 9     | چین               | ۰   | ۰    | ۴    | ۴     |
| 9     | قرقیزستان         | ۰   | ۰    | ۳    | ۳     |
| 11    | چین تایپه         | ۰   | ۰    | ۲    | ۲     |
| 11    | تاجیکستان         | ۰   | ۰    | ۲    | ۲     |
| 11    | تایلند            | ۰   | ۰    | ۲    | ۲     |
| ۱۴    | امارات متحده عربی | ۰   | ۰    | ۱    | ۱     |
| مجموع | مجموع             | ۱۵  | ۱۵   | ۳۰   | ۶۰    |

### مدال‌آوران

#### مردان
| رویداد       | طلا                          | نقره                                | برنز                                    |
| ۶۰ کیلوگرم   | Diyorbek Urozboev · ازبکستان | Toru Shishime · ژاپن                | Yang Yung-wei · چین تایپه               |
| ۶۰ کیلوگرم   | Diyorbek Urozboev · ازبکستان | Toru Shishime · ژاپن                | Lee Ha-rim · کره جنوبی                  |
| ۶۶ کیلوگرم   | An Baul · کره جنوبی          | Joshiro Maruyama · ژاپن             | Yeldos Zhumakanov · قزاقستان            |
| ۶۶ کیلوگرم   | An Baul · کره جنوبی          | Joshiro Maruyama · ژاپن             | Artur Te · قرقیزستان                    |
| ۷۳ کیلوگرم   | شاهی اونو · ژاپن             | An Chang-rim · کره جنوبی            | Victor Scvortov · امارات متحده عربی     |
| ۷۳ کیلوگرم   | شاهی اونو · ژاپن             | An Chang-rim · کره جنوبی            | محمد محمدی بریمانلو · ایران             |
| ۸۱ کیلوگرم   | Didar Khamza · قزاقستان      | سعید ملائی · ایران                  | Vladimir Zoloev · قرقیزستان             |
| ۸۱ کیلوگرم   | Didar Khamza · قزاقستان      | سعید ملائی · ایران                  | Otgonbaataryn Uuganbaatar · مغولستان    |
| ۹۰ کیلوگرم   | Gwak Dong-han · کره جنوبی    | Gantulgyn Altanbagana · مغولستان    | Komronshokh Ustopiriyon · تاجیکستان     |
| ۹۰ کیلوگرم   | Gwak Dong-han · کره جنوبی    | Gantulgyn Altanbagana · مغولستان    | ماشو باکر · ژاپن                        |
| ۱۰۰ کیلوگرم  | Kentaro Iida · ژاپن          | Cho Gu-ham · کره جنوبی              | Lkhagvasürengiin Otgonbaatar · مغولستان |
| ۱۰۰ کیلوگرم  | Kentaro Iida · ژاپن          | Cho Gu-ham · کره جنوبی              | Sherali Juraev · ازبکستان               |
| ۱۰۰+ کیلوگرم | Kim Sung-min · کره جنوبی     | Ölziibayaryn Duurenbayar · مغولستان | Bekmurod Oltiboev · ازبکستان            |
| ۱۰۰+ کیلوگرم | Kim Sung-min · کره جنوبی     | Ölziibayaryn Duurenbayar · مغولستان | Shakarmamad Mirmamadov · تاجیکستان      |

#### زنان
| رویداد      | طلا                         | نقره                       | برنز                                   |
| ۴۸ کیلوگرم  | Jeong Bo-kyeong · کره جنوبی | Ami Kondo · ژاپن           | Galbadrakhyn Otgontsetseg · قزاقستان   |
| ۴۸ کیلوگرم  | Jeong Bo-kyeong · کره جنوبی | Ami Kondo · ژاپن           | Mönkhbatyn Urantsetseg · مغولستان      |
| ۵۲ کیلوگرم  | Natsumi Tsunoda · ژاپن      | Park Da-sol · کره جنوبی    | Kachakorn Warasiha · تایلند            |
| ۵۲ کیلوگرم  | Natsumi Tsunoda · ژاپن      | Park Da-sol · کره جنوبی    | Rim Song-sim · کره شمالی               |
| ۵۷ کیلوگرم  | Momo Tamaoki · ژاپن         | Kim Jin-a · کره شمالی      | Dorjsürengiin Sumiyaa · مغولستان       |
| ۵۷ کیلوگرم  | Momo Tamaoki · ژاپن         | Kim Jin-a · کره شمالی      | Lien Chen-ling · چین تایپه             |
| ۶۳ کیلوگرم  | Nami Nabekura · ژاپن        | Kiyomi Watanabe · فیلیپین  | Han Hee-ju · کره جنوبی                 |
| ۶۳ کیلوگرم  | Nami Nabekura · ژاپن        | Kiyomi Watanabe · فیلیپین  | Tang Jing · چین                        |
| ۷۰ کیلوگرم  | Saki Niizoe · ژاپن          | Kim Seong-yeon · کره جنوبی | Gulnoza Matniyazova · ازبکستان         |
| ۷۰ کیلوگرم  | Saki Niizoe · ژاپن          | Kim Seong-yeon · کره جنوبی | Tsend-Ayuushiin Naranjargal · مغولستان |
| ۷۸ کیلوگرم  | Ruika Sato · ژاپن           | Park Yu-jin · کره جنوبی    | Ikumi Oeda · تایلند                    |
| ۷۸ کیلوگرم  | Ruika Sato · ژاپن           | Park Yu-jin · کره جنوبی    | Ma Zhenzhao · چین                      |
| ۷۸+ کیلوگرم | Akira Sone · ژاپن           | Kim Min-jeong · کره جنوبی  | Gulzhan Issanova · قزاقستان            |
| ۷۸+ کیلوگرم | Akira Sone · ژاپن           | Kim Min-jeong · کره جنوبی  | Wang Yan · چین                         |

#### مختلط
| رویداد | طلا  | نقره     | برنز      |
| ------ | ---- | -------- | --------- |
| تیمی   | ژاپن | قزاقستان | کره جنوبی |
| تیمی   | ژاپن | قزاقستان | چین       |